# Mibora
Mibora és un gènere de plantes de la família de les poàcies, ordre de les poals, subclasse de les commelínides, classe de les liliòpsides, divisió dels magnoliofitins.

## Taxonomia
- M. minima (L.) Desv.

(vegeu-ne una relació més exhaustiva a Wikispecies)

## Sinònims
Chamagrostis Borkh., 
Knappia Sm., 
Micagrostis Juss., nom. inval., 
Rothia Borkh., 
Sturmia Hoppe.